# Mauritz Johansson
Gustaf Mauritz Johansson (* 19. März 1881 in Bottnaryd; † 7. Oktober 1966 in Lidingö) war ein schwedischer Sportschütze.

## Erfolge
Mauritz Johansson nahm an den Olympischen Spielen 1924 in Paris in vier Disziplinen auf den Laufenden Hirsch teil. In den Einzelwettbewerben erreichte er im Einzelschuss den siebten sowie im Doppelschuss den 15. Platz. In den beiden Mannschaftswettkämpfen folgten jeweils Medaillengewinne. Im Einzelschuss sicherte er sich mit Otto Hultberg, Fredric Landelius und Alfred Swahn die Silbermedaille hinter Norwegen und vor den Vereinigten Staaten, Johansson war dabei mit 37 Punkten der schwächste Schütze der Mannschaft. Im Doppelschuss gewann er mit Axel Ekblom, Fredric Landelius und Alfred Swahn Bronze hinter der britischen und der norwegischen Mannschaft. Dieses Mal war Johannsson mit 68 Punkten der zweitbeste Schütze der Mannschaft.